# Marc Sauzet
Pour les articles homonymes, voir Sauzet.
Marc Sauzet, né le 18 février 1852 à Tournon (Ardèche) et mort le 7 février 1912 à Paris, est un juriste et homme politique français.

## Biographie
Avocat, puis professeur de droit à Lyon et à Paris, il est député de l'Ardèche de 1893 à 1899, inscrit au groupe de la Gauche radicale. Il démissionne pour occuper la chaire de droit administratif à la faculté de droit de Paris. Il est réélu député en 1910 et meurt en fonction en 1912.

## Sources et références
Source
- « Marc Sauzet », dans le Dictionnaire des parlementaires français (1889-1940), sous la direction de Jean Jolly, PUF, 1960 [détail de l’édition]

Références